# Vivian Nixon
Vivian Nichole Nixon (nacida el 31 de mayo de 1984) es una actriz y bailarina estadounidense. Interpretó a la Dra. Hannah Brody en la serie de drama médico Grey's Anatomy y prestó su voz a Millie en la serie web animada para adultos Helluva Boss.

## Primeros años
Nacida en Miami, Florida, es una de los tres hijos de la ex estrella de la NBA Norm Nixon y la actriz Debbie Allen. Lleva el nombre de su abuela Vivian Ayers-Allen. Su tía es la actriz Phylicia Rashad y su hermano menor es el jugador de baloncesto Norm E. Nixon Jr. Vivian hizo gimnasia hasta los 13 años, pero cuando una compañera gimnasta se cayó y resultó gravemente herida, su madre la sacó del deporte. Continuó sus estudios en la Academia de Ballet Kirov en Washington D. C. y en la Academia de Danza Debbie Allen.

## Carrera
En su último año del Programa BFA en Danza de Ailey/Fordham, Nixon fue elegida como Kalimba en la producción de Broadway de Hot Feet. Fue nombrada entre los "25 por ver" por la revista Dance en 2007. Sus créditos regionales incluyen West Side Story (Anita) de Alan Johnson, Bayou Legend (Sara), Pearl (Pearl), Soul Possessed, Dreams, Brothers of the Knight y The Hot Chocolate Nutcracker. Actuó en la gira europea de West Side Story y Harriet. Nixon ha aparecido en las películas (500) Days of Summer y Top Five. En televisión, tuvo papeles secundarios en la serie musical de Fox Glee y en Smash de NBC. En 2015, comenzó a aparecer como la Dra. Hannah Brody en la serie dramática médica de ABC, Grey's Anatomy. En 2020, apareció en su serie derivada, Station 19. En diciembre de 2020, comenzó a interpretar a Millie en la serie web Helluva Boss en todos los episodios, excepto en el piloto. Nixon es directora asociada de Debbie Allen Dance Academy.

## Vida personal
Nixon tiene una hija, nacida el 7 de febrero de 2019.

## Filmografía

### Películas
| Año  | Título                  | Papel                     |
| ---- | ----------------------- | ------------------------- |
| 2009 | (500) Days of Summer    | Bailarina                 |
| 2010 | Louis                   | Anaya-Bolden's Muse       |
| 2014 | Top Five                | Jasmine                   |
| 2015 | Bolden!                 | Ayan                      |
| 2020 | El Halloween de Hubie   | Voz de radio de DJ Aurora |
| 2020 | Christmas on the Square | Bessie                    |

### Televisión
| Año           | Título                     | Papel                   | Notas                                                     |
| ------------- | -------------------------- | ----------------------- | --------------------------------------------------------- |
| 2009          | Glee                       | Andrea Cohen            | Episodios: "Pilot", "Acafellas" y "Journey to Regionals"  |
| 2009          | Todo el mundo odia a Chris | Mujer guapa             | Episodio: "Everybody Hates Fake IDs"                      |
| 2012          | Smash                      | Bailarina               | 10 episodios                                              |
| 2013          | Boardwalk Empire           | Bailarina del Onyx Club | ("Farewell Daddy Blues")                                  |
| 2014          | It Could Be Worse          | Receptionista           | Episodio: "Fate"                                          |
| 2014          | Power                      | Fiona                   | Episodios: "Who You With?" y "Loyalty"                    |
| 2015–2020     | Grey's Anatomy             | Dra. Hannah Brody       | Recurrente; 17 episodios                                  |
| 2020          | Station 19                 | Dra. Hannah Brody       | Episodios: "I Know This Bar" y "House Where Nobody Lives" |
| 2020–presente | Helluva Boss               | Millie (voz)            | Serie de YouTube                                          |